# 阮明智
阮明智（？—1597年），是越南后黎朝时期起事领袖，慈簾艾橋社人。与莫朝的莫敬宽交友，1595年，父子一起起兵，占据明義地方，年号大德，1597年五月，后黎朝的太尉阮有僚率兵俘獲阮明智和他的儿子，都以谋反处斩。